# Rhodiola handelii
Rhodiola handelii là một loài thực vật có hoa trong họ Crassulaceae. Loài này được H. Ohba miêu tả khoa học đầu tiên năm 1977.